# Bark (album)

Bark è il sesto album in studio dei Jefferson Airplane pubblicato dalla Grunt Records nel 1971.

## Tracce
Lato A
1. When the Earth Moves Again - (Paul Kantner) - 3:54
2. Feel So Good - (Jorma Kaukonen) - 4:36
3. Crazy Miranda - (Grace Slick) - 3:23
4. Pretty as You Feel - (Joey Covington, Jack Casady, Kaukonen, Carlos Santana, Michael Shrieve) - 4:29
5. Wild Turkey - (Kaukonen) - 4:45

Lato B
1. Law Man - (Slick) - 2:42
2. Rock and Roll Island - (Kantner) - 3:44
3. Third Week in the Chelsea - (Kaukonen) - 4:34
4. Never Argue with a German If You're Tired or European Song - (Slick) - 4:31
5. Thunk - (Covington) - 2:58
6. War Movie - (Kantner) - 4:41

## Formazione
Jefferson Airplane
- Jack Casady — basso
- Joey Covington — batteria, percussioni, voce
- Paul Kantner — chitarra ritmica, voce
- Jorma Kaukonen — chitarra solista, voce
- Grace Slick — voce, pianoforte, organo

Altri musicisti
- Papa John Creach — violino in Pretty as You Feel, Wild Turkey e When the Earth Moves Again
- Bill Laudner — voce in War Movie
- Will Scarlett — armonica in Third Week in the Chelsea
- Carlos Santana — chitarra in Pretty as You Feel[2]
- Michael Shrieve – batteria in Pretty as You Feel[2]

Crediti
- Jefferson Airplane — produzione, arrangiamenti, idee addizionali
- A Train — idee addizionali
- Allen Zentz — ingegnere del suono
- Maurice —  16-track
- Acy Lehman — design
- Grace Slick — ritratti
- Bill Thompson — ritratto di Grace
- Gary Blackman — direzione artistica, bag poem

## Edizioni
- 1971 – LP, Grunt Records RCA FTR-1001, USA
- 1996 – CD, Grunt Records RCA
- 2005 – CD, BMG BVCM-37630, Giappone, versione rimasterizzata digitalmente